# فتيات جميلات (أغنية)
«فتيات جميلات» أو «بريتي قيرلز» (بالإنجليزية: Pretty Girls) هي أغنية للمغنية الأمريكية بريتني سبيرز ومغنية الراب إيجي أزيليا. شاركت أزيليا في كتابتها مع عضوة فرقة ليتل مكس «ميقان كوتون» ومنتج الأغنية «ذا إنفسبل من». الأغنية صدرت بتاريخ 4 مايو، 2015 بواسطة تسجيلات آر سي إيه.
إستقبلت الأغنية نقداً من مختلط إلى إيجابي من قبل النقاد والمعجبين، التعاون دخل قائمة أفضل 20 أغاني في المملكة المتحدة وكندا، وقائمة أفضل 40 أغنية في الولايات، فرنسا وأستراليا. في قائمة البيلبورد لأفضل أغاني راقصة، تصدرت الأغنية القائمة وأصبحت أغنية سبيرز التاسعة التي تفعل هكذا، والأولى منذ أغنية «آي وونا غو».
الفيديو الموسيقي للأغنية عرض لأول مرة بتاريخ 13 مايو، 2015. التأثيرات البصرية في الفيديو مستوحاة من الفيلم «فتيات الأرض سهلات» والذي صدر سنة 1998. تم أداء الأغنية بشكل مباشر من قبل سبيرز وأزيليا لأول مرة بتاريخ 17 مايو في حفل جوائز البيلبورد لعام 2015. في نفس السنة لاحقاً، تم إضافة الأغنية لقائمة الأغاني التي تؤديها سبيرز في جولتها المحلية بلاس فيغاس. إستقبلت الأغنية ترشيحان لحفل جوائز إختيار المراهقين لعام 2015.

## تاريخ الإصدار
| البلدان          | التاريخ       | الشكل        | شركة التسجيلات        |
| ---------------- | ------------- | ------------ | --------------------- |
| الولايات المتحدة | 4 ماي 2015    | تحميل موسيقى | آر سي إيه             |
| فرنسا            | 4 ماي 2015    | تحميل موسيقى | سوني للترفيه الموسيقي |
| ألمانيا          | 4 ماي 2015    | تحميل موسيقى | سوني للترفيه الموسيقي |
| إيطاليا          | 4 ماي 2015    | تحميل موسيقى | سوني للترفيه الموسيقي |
| إسبانيا          | 4 ماي 2015    | تحميل موسيقى | سوني للترفيه الموسيقي |
| الولايات المتحدة | 5 مايو 2015   | على الراديو  | آر سي إيه             |
| إيطاليا          | 8 مايو 2015   | على الراديو  | سوني للترفيه الموسيقي |
| ألمانيا          | 5 يونيو 2015  | أغنية منفردة | سوني للترفيه الموسيقي |
| المملكة المتحدة  | 14 يونيو 2015 | تحميل موسيقى | آر سي إيه             |